# دریاچه قو باربی
دریاچهٔ قو باربی (انگلیسی: Barbie of Swan Lake) یک فیلم ویدئویی پویانمایی رایانه‌ای در ژانر فانتزی به کارگردانی اوون هارلی است که در سال ۲۰۰۳ منتشر شد.
این انیمیشن بر پایهٔ بالهٔ دریاچهٔ قو اثر پیوتر ایلیچ چایکوفسکی ساخته شده‌است، و سومین فیلم از مجموعهٔ باربی می‌باشد و صداپیشگی باربی برعهدهٔ کلی شریدن بوده‌است.
دریاچهٔ قو باربی توسط آرتیسان در ۳۰ سپتامبر سال ۲۰۰۳ بر روی وی‌اچ‌اس و دی‌وی‌دی و بعدها در ۱۶ نوامبر سال ۲۰۰۳ بر روی تلویزیون در نیکلودئون به‌نمایش درآمد. سپس از سوی اینترتینمنت رایتس و یونیورسال پیکچرز ویدئو در این‌ور آب منتشر گردید.